# Chris Polanen
Chris Polanen (Suriname, Paramaribo, 5 september 1963) is een Nederlands dierenarts en schrijver. Hij is van Surinaamse komaf. 

## Leven
Polanen is de zoon van Trees Busropan en Pieter Polanen, die als dichter bekend stond onder zijn pseudoniem Kwame Dandillo.  Na de scheiding van zijn ouders (hij was twee jaar oud) groeide Polanen deels op in Amsterdam. Zijn vader bleef in Suriname en overleed in 1970 bij een auto-ongeval. Een van zijn ooms is Desi Polanen, een van zijn tantes Esseline Polanen, de eerste gediplomeerde zwarte apotheker en opticien van Suriname. De familienaam is afkomstig van zijn familie, ooit werkend op suikerplantage De Resolutie. 
Hij ging vanaf 1969 naar de Henri Dunantschool in Amsterdam-Slotervaart. In het laatste jaar, 1973, keerde hij terug naar Paramaribo-Noord. Daar maakte hij de basisschool af aan de Richenel Slooteschool. Ook zijn middelbareschooltijd werd opgesplitst. In 1975 begon hij aan het Barlaeus Gymnasium in Amsterdam, vervolgens zat hij van 1976 tot 1981 op de I.P.J Berkeveld Mulo en Algemene Middelbare School in Paramaribo en in 1981-1982 studeerde hij aan de Anton de Kom Universiteit van Suriname in Paramaribo. Op zijn twintigste, toen de universiteit gesloten werd na de decembermoorden, verhuisde hij opnieuw naar Nederland. Vanaf 1983 tot 1991 studeerde hij Diergeneeskunde aan de Universiteit Utrecht. Hij begon in 1992 als dierenarts in Amsterdam-Zuidoost en zou dat combineren met zijn schrijverschap. 

## Werk
Zijn schrijven komt voort uit heimwee naar Suriname. In 2001 was hij een van de winnaars van de Kwakoe Literatuurprijs voor beginnende auteurs. Hij schreef columns en korte verhalen die zich in Suriname afspelen, onder andere voor het Surinaamse opinieblad Parbode en de websites Waterkant en Caraïbisch Uitzicht. Tijdens het schrijven van zijn debuutroman Waterjager volgde hij een cursus romanschrijven bij Graa Boomsma aan de Schrijversvakschool in Amsterdam.

## Persoonlijk
In Suriname was Polanen springruiter en gaf hij paardrijles. Voorts is hij naar voorbeeld van Anthony Nesty fanatiek zwemmer (hij zwom al in Paramaribo bij De Dolfijn), is aanhanger van Krishnamurti en doet aan handlijnkunde; waartoe hij een opleiding volgde. Ook is hij bedreven in enneagrammen 

## Over Chris Polanen
- Michiel van Kempen, 'Een banaan afpellen, een bloedende banaan. Een nieuwe generatie in de Nederlands-Caraïbische literatuur.' In: Michiel van Kempen (red.), Het andere postkoloniale oog. Onbekende kanten van de Nederlandse (post)koloniale cultuur en literatuur. Hilversum: Verloren, 2020, pp. 289-303.
- Michiel van Kempen, ‘Ik weet hoe de armen in Suriname naar de rijken kijken.’ (Interview). In: Indies Tijdschrift, 26 maart 2022. Ook in: Indies jaarboek 2022; krities en onafhankelik. Den Haag: West, 2022, pp. 89-99.